# فردودگاه رئال دل کاستلیو
 فردودگاه رئال دل کاستلیو (به انگلیسی: Real del Castillo Airstrip) یک فرودگاه همگانی است که یک باند فرود خاک دارد و طول باند آن ۲۷۶۵ متر است. این فرودگاه در کشور مکزیک قرار دارد و در ارتفاع ۷۴۸ متری از سطح دریا واقع شده است.